# Georg Fugger von Babenhausen

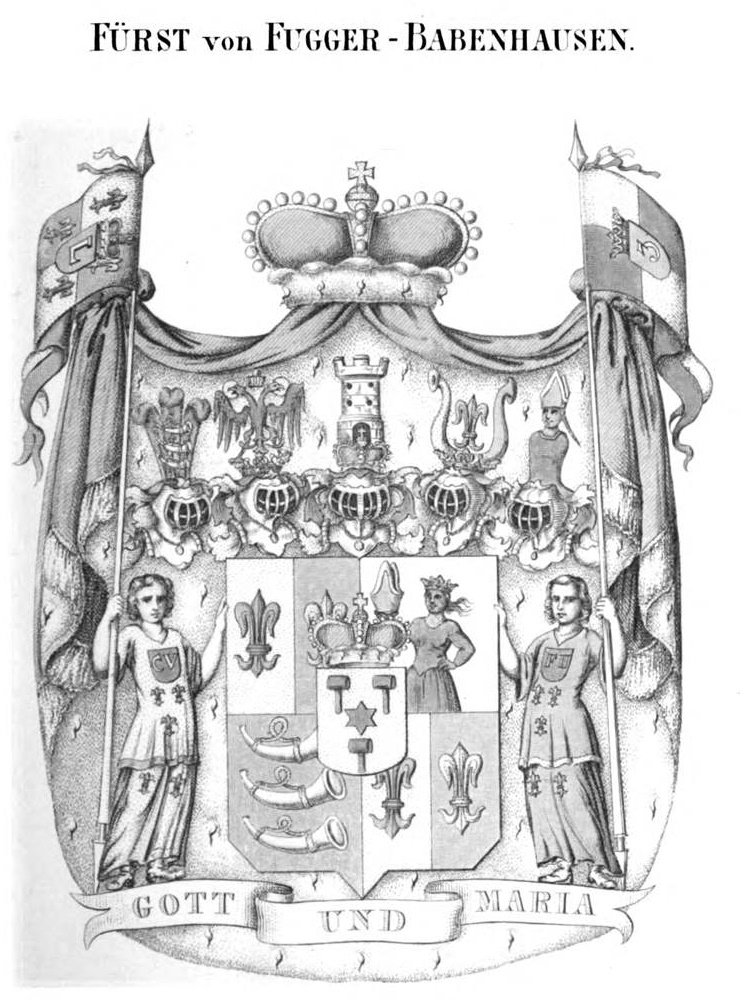
Familienwappen

Georg Constantin Heinrich Carl Friedrich Maria, 6. Fürst Fugger von Babenhausen (* 24. Juli 1889 in Ödenburg, Königreich Ungarn; † 1. August 1934 in Augsburg) war seit 1925 formal Chef des Hauses Fugger-Babenhausen.

## Leben
Er war der Sohn des Fürsten Karl Georg Fugger von Babenhausen (1861–1925), Oberst und Kammerherr bei Franz Joseph I., und der Wiener Salonnière Eleonora Fugger von Babenhausen, geb. Prinzessin zu Hohenlohe-Bartenstein (1864–1945).
Er wuchs in Ödenburg, wo sein Vater als Offizier diente, und ab 1895 in Wien auf. 1903 bat er aus eigenem Entschluss den Kaiser, sein Firmpate zu werden, dem dieser zustimmte; bei der Zeremonie wurde er aber durch seinen Ersten Obersthofmeister Fürst Rudolf von Liechtenstein vertreten; doch erhielt Georg vom Kaiser eine goldene Taschenuhr. Nach dem Tod des Großvaters Fürst Karl Ludwig Fugger von Babenhausen 1906 übersiedelte die Familie von Wien ins Fuggerschloss Babenhausen. Im Ersten Weltkrieg diente Erbgraf Georg im Kürassierregiment Gardes du Corps der preußischen Armee.
1925 erbte er nach dem Tod seines Vaters den Fugger-Babenhausener Fideikommiss und, zumindest der Familientradition nach, den Erstgeburtstitel Fürst.

## Ehe und Nachkommen
Der damalige Erbgraf Georg heiratete am 10. Februar 1914 Gräfin Elisabeth von Plessen (1891–1976). Das Paar hatte zwei Kinder:
- Friedrich Carl (1914–1979), 7. Fürst Fugger von Babenhausen, von 1934 bis 1979 Herr auf Babenhausen und Wellenburg, Hauptmann, NSDAP-Mitglied. Er ließ die im Zweiten Weltkrieg teilweise zerstörten Fuggerhäuser in Augsburg wieder aufbauen und gründete 1954 die Fürst Fugger Privatbank.

⚭ 1942 Gunilla Gräfin Bielke (1919–2015),
- Marie Louise (1916–1993)

⚭ 1940 Wilhelm von Hagen (1912–1945).